# مارك كلايد
مارك كلايد (بالإنجليزية: Mark Clyde)‏ (27 ديسمبر 1982 في المملكة المتحدة - ) هو لاعب كرة قدم بريطاني في مركز قلب الدفاع. شارك مع منتخب أيرلندا الشمالية تحت 21 سنة لكرة القدم ومنتخب أيرلندا الشمالية لكرة القدم. أما مع النوادي، فقد لعب مع وولفرهامبتون واندررز ونادي كيدرمينستر هاريرز لكرة القدم ونادي ووستر سيتي وBridgnorth Town F.C. ‏.

## وصلات خارجية
- مارك كلايد على موقع قاعدة بيانات كرة القدم.إي يو (الإنجليزية)
- مارك كلايد على موقع ناشيونال فوتبول تيمز (الإنجليزية)
- مارك كلايد على موقع Soccerbase.com (لاعب) (الإنجليزية)
- مارك كلايد على موقع عالم كرة القدم.نت (الإنجليزية)